# Campeonato Ballantine's
El Campeonato Ballantine's fue un torneo masculino de golf que se celebró en Corea del Sur entre los años 2008 y 2014. La sede original era el Club de Golf de Pinx en Jeju, y a partir de 2011 fue el Blackstone Golf Club de Icheon.
Era coorganizado por la Asian Tour, la European Tour y la PGA de Corea del Sur, y pertenecía a las tres giras en todas sus ediciones. La bolsa de premios del Campeonato Ballantine's era de 2,2 millones de euros, una de las más altas de la región y notoriamente superior a la del Abierto de Corea y el Abierto de Maekyung, los dos certámenes surcoreanos más importantes antes de la aparición del Campeonato Ballantine's.

## Ganadores
| Año  | Golfista         | Golpes      |
| ---- | ---------------- | ----------- |
| 2008 | Graeme McDowell  | 264 (-24)PO |
| 2009 | Thongchai Jaidee | 284 (-4)PO  |
| 2010 | Marcus Fraser    | 204 (-12)   |
| 2011 | Lee Westwood     | 276 (-12)   |
| 2012 | Bernd Wiesberger | 270 (-18)   |
| 2013 | Brett Rumford    | 277 (-11)PO |
| 2014 | Felipe Aguilar   | 266 (-22)   |